# Henry Urday Cáceres
Henry Alejandro Urday Cáceres (* 5. Juli 1967 in Lima) ist ein peruanischer Schachspieler und -funktionär.
Schachtraining erhielt er durch den FIDE-Meister Carlos Pesantes (* 1951) und Pedro García Toledo (* 1949). Mit der peruanischen Nationalmannschaft nahm er von 1986 bis 1998 an allen sieben Schacholympiaden teil, zuletzt am Spitzenbrett, mit einem positiven Gesamtergebnis von 43,5 Punkten aus 83 Spielen (+32 =23 −28). Bei der Schacholympiade 1990 in Novi Sad erhielt er, geteilt mit Eric Lobron, eine individuelle Bronzemedaille für sein Ergebnis von 10,5 aus 14 am dritten Brett. Außerdem vertrat er Peru bei der panamerikanischen Mannschaftsmeisterschaft 1987. Die peruanische Einzelmeisterschaft konnte er zweimal gewinnen: 1987 und 1999. Beide Meisterschaften fanden in Lima statt. Das Turnier 1999 hatte Georgui Castañeda gewonnen, der jedoch zu diesem Zeitpunkt noch für den russischen Schachverband gemeldet war.
Seit 1992 ist Henry Urday Cáceres Großmeister. Seine Elo-Zahl beträgt 2482 (Stand: Dezember 2018), damit läge er auf dem neunten Platz der peruanischen Elo-Rangliste, er ist aber inaktiv – seine letzte gewertete Schachpartie fand im Jahre 2001 statt. Seine höchste Elo-Zahl von 2490 erreichte er im Juli 1992.
Seit 2001 war Urday Cáceres Präsident des peruanischen Schachverbandes (FPA). Er wurde angeklagt, mit Hilfe des Schatzmeisters des Verbandes, Mario Tovar Jaén, im Jahre 2001 die Ausreise eines Ehepaares mit Sohn zu einer Jugendweltmeisterschaft in Oropesa del Mar in Spanien ohne gültige Papiere nach Entgegennahme eines Geldbetrages vereinfacht zu haben (die drei kehrten nie nach Peru zurück), ist aber nach mehreren Gerichtsverfahren zivilrechtlich nicht verurteilt worden. Die peruanische Sportgerichtsbarkeit jedoch urteilte 2006, dass er für drei Jahre keine sportliche Funktion in Peru mehr wahrnehmen darf. Seine Amtszeit wäre bis 2009 gegangen. Als Nachfolger gewann Iturry Milton die Wahlen, an denen Urday Cáceres nicht mehr teilnehmen konnte. Der Schatzmeister wurde für zwei Jahre gesperrt.